# Chaos on Deponia
Chaos on Deponia (рус. Депония 2: Взрывное приключение) — продолжение квеста Deponia. Point-and-click adventure от немецких разработчиков Daedalic Entertainment. Позже игра вошла в состав Deponia: The Complete Journey.

## Сюжет

### Пролог
Игра начинается с видеоролика, рассказывающего о том, что произошло в первой части. Рассказывает об этом сам Руфус, который преувеличивает свои заслуги. После оказывается, что Руфус рассказывал всё это Гоал, которая снова потеряла память. При этом всё это происходит в капсуле, необходимой для того, чтобы отправить Гоал и Клитуса на Элизиум. Потом Гоал спрашивает героя, как он тут оказался, и Руфус решил рассказать до конца.
Здесь игровой процесс и начинается. Док приводит Руфуса в гости к своей знакомой - бабуле Уц. Руфус спрашивает, где взять инструмент, и Док отвечает, что он в ящике для инструментов, найдя необходимую вещь он наносит много вреда окружению и убивает птичку бабули Уц. Док понял, что он задумал и направился за ним. Оказалось, что последний задумал новый безумный план для того, чтобы попасть на Элизиум. После того как план удался, пила, на которой Руфус летел, врезалась в транспортную капсулу. Действие снова возвращается к капсуле. Клитус очнулся и для того, чтобы избавиться от него, Руфус нажимает неизвестную ему кнопку, которая выкидывает Гоал из капсулы. Руфус пытается ей помочь, но Клитус стреляет из пистолета и верёвка, на которой Руфус и Гоал держались, рвётся. Они падают рядом с буксиром Бозо.

### Глава 1
Особенностью управления в Плавучем чёрном рынке является возможность быстрого перемещения между локациями с помощью карт, установленных в 5 местах. Руфус приходит в сознание в катере Бозо и направляется в мастерскую Дока, где и находит Гоал. Её имплантат сильно повреждён, и ей требуется операция. Док просит Руфуса сходить в магазин приборов и купить ХОРОШИЕ картриджи. Руфус идёт в магазин, знакомясь по пути с революционерами из Сопротивления и мафиози, которые называют себя Неорганизованной преступностью (под предводительством некоей Донны). В магазине Руфус встаёт перед выбором, купить хорошие качественные картриджи или дешёвые, к которым в подарок идёт леденец. Руфус возвращается к Доку посасывая леденец. Из-за бракованных картриджей, сознание Гоал разделяется на 3 части: Малышка Гоал — наивная и весёлая, Леди Гоал — девушка высшего света и Задира Гоал — темпераментная и боевая. Гоал направляется в таверну. Док говорит, что для операции понадобится согласие всех трёх сущностей Гоал. Он даёт Руфусу пульт управления, с помощью которого он может переключать её личности. От Руфуса требуется обольстить 3 личности Гоал, и каждой хочется чего-то особенного. Леди Гоал — романтический ужин, Задире Гоал нужные слова, а Малышке Гоал хочется присоединиться к сопротивлению. В процессе подготовки ужина, Руфус встречается со своим отцом Сигалом, который, как он думал, отправился на Элизиум. На самом деле его отец сбежал из Кувака и стал владельцем ресторана здесь, на Чёрном плавучем рынке. Отец соглашается помочь Руфусу организовать романтический ужин, но, когда всё готово, сам отправился на свидание с Леди Гоал. При этом он говорит Руфусу страшную правду — Сигал не его отец, так как Руфус ребёнком был найден среди мусора. Однако Руфус рушит все его планы, после чего Леди Гоал уходит к Руфусу. Бозо решает помочь Руфусу с Задирой Гоал, ведь его девушка, Бамбина, которая владеет на Плавучем чёрном рынке магазином оружия, является очень темпераментной девушкой, и он знает к ним подход. Руфус помогает Бозо помириться с Бамбиной, в ходе разговора с которой он говорит те самые нужные слова. Руфус передаёт их Гоал, и после небольшой битвы утконосов она даёт согласие на операцию. Для того чтобы впечатлить Малышку Гоал, Руфус знакомится с Сопротивлением и их главарём Яношом. В штабе Неорганизованной преступности он связывается с Клитусом, представившись членом Неорганизованной преступности, и Клитус рассказывают ему планы органонцев. Они установили по всей планете взрывные башни. После этого Руфусу приходится «сразиться» с Донной, которая оказывается просто сумасшедшей девушкой, используя слабости, и присоединиться к Неорганизованной преступности. Руфус присоединяется к Сопротивлению, после чего сообщает им о планах органонцев, а также выкладывает свой план борьбы с ними, после чего его делают главой Сопротивления. Теперь Малышка Гоал от него без ума и тоже соглашается на операцию. Она отправляется в мастерскую Дока, но опять возникают непредвиденные проблемы: члены Неорганизованной преступности во главе с Донной захватывают мастерскую Дока с целью получить доступ к кодам доступа на картридже Гоал. В процессе освобождения заложников Руфус выясняет, что у Донны тоже мозговой имплантат. Он «переселяет» разум Леди Гоал в Донну, после чего она убивает своих подручных, передает ему картридж Задиры Гоал и предлагает разобраться с Сопротивлением (у одного из бойцов так же есть имплантат). С помощью машины времени и часов с «кукушкой» Руфус обезвреживает бойцов Сопротивления. Когда он возвращается обратно, выясняется, что Леди Гоал его предала: переданный ей картридж Задиры оказывается пустышкой, она бросила всех связанными, заперла их в лаборатории, а сама уплывает на субмарине Донны. Руфус остаётся с двумя картриджами — Малышки Гоал и Задиры Гоал. Перед отплытием можно выяснить причины поступка.

### Глава 2
В этом акте с помощью катера вы можете свободно перемещаться между островами Порта-Фиско, Вхарюдам, Плавучий чёрный рынок и Северный полюс. Органонцы под предводителем Аргуса тем временем блокируют Чёрный Рынок. Выясняется, что их навел Сигал, который пытался выдать Гоал. Когда не обнаружили, Аргус в бешенстве стреляет в Сигала, который падает с причала в море. Руфус, Док, Гоал и Бозо на катере прибывают на остров Порта-Фиско, где временно базируется Сопротивление. Их цель сейчас — выследить субмарину, на которой уплыла Леди Гоал. Там Руфус встречает свою бывшую девушку Тони, которая присоединилась к сопротивлению и тренирует торпедных дельфинов. Также в Порта-Фиско он знакомится с Гуном-бомжом и Пророком, консультирующий семейные пары. Впоследствии Руфус заставляет Гуна есть ботинки и ломает ему жизнь, отправляет дельфинят на кошачий корм и заставляет Гоал работать в качестве громоотвода, но при этом устанавливает на антенну передатчик, который помогает засечь Леди Гоал в теле Донны, и вооружает дельфинов торпедами (которые Янош продал, чтобы купить пиццу). С помощью торпедных дельфинов они подбивают субмарину и Руфус пытается забраться внутрь.

### Глава 3
Гоал воссоединяется с Клитусом, забирая все картриджи, и корабль Бозо терпит крушение. Руфус, с помощью бракованных телепортов и Сопротивления, уже начавшего атаку, попадает на башню, и выясняет, что Клитус не собирался взрывать Депонию: он перепрограммировал бомбу так, что взорвётся только башня. В итоге Гоал снова отвергает Руфуса, и он падает с башни. Упав с башни, он призывает сопротивление бежать от неё, но тут появляется Гоал, решившая остаться.

## Озвучивание
| Персонаж                         | Актёр                |
| -------------------------------- | -------------------- |
| Руфус / Аргус / Клитус / Органон | Monty Arnold         |
| Нод / Bedienung                  | Gunnar Bergmann      |
| Schnabeltiertrapper / Янош       | Michael Bideller     |
| Тони                             | Marie Biermann       |
| Гоал                             | Sinikka Compart      |
| Донна / мама Яноша               | Alianne Diehl        |
| Сигал                            | Thomas Fittschen     |
| Shopomat / Крейн                 | Haye Graf            |
| Гулливер                         | Victor Hacker        |
| Док / Винк                       | Jürgen Holdorf       |
| Бабуля Уц                        | Irmgard Jedamzik     |
| Бозо / McThulu                   | Holger Löwenberg     |
| Гондольер / Певец                | Jan Müller-Michaelis |
| Рассказчик                       | Götz Otto            |
| Cleverbyte / Аптекарь            | Thomas Padanyi       |
| Mimmel                           | Simona Pahl          |
| Гун                              | Erik Range           |
| Рыболов / Садовник               | Sönke Städtler       |
| Либольд / Пророк                 | Mirko Thiele         |
| Алекс / Гарлеф                   | Janis Zaurins        |

## Отзывы и продажи
| Сводный рейтинг | Сводный рейтинг       |
| Агрегатор       | Оценка                |
| --------------- | --------------------- |
| GameRankings    | 74,61 %               |
| Metacritic      | 78/100 (PC, 31 обзор) |

Игра получила преимущественно положительные отзывы. На сайте-агрегаторе Metacritic средняя оценка игры составляет 78 из 100 на основе 31 обзора для платформы PC.
Летом 2018 года, благодаря уязвимости в защите Steam Web API, стало известно, что точное количество пользователей сервиса Steam, которые играли в игру хотя бы один раз, составляет 249 600 человек.